# Огаки
Огаки (јап. 大垣市) град је у Јапану у префектури Гифу. Према попису становништва из 2005. у граду је живело 162.070 становника.

## Становништво
Према подацима са пописа, у граду је 2005. године живело 162.070 становника.
| 1995.   | 2000.   | 2005.   |
| ------- | ------- | ------- |
| 161.679 | 161.827 | 162.070 |